# Martine Bisson-Rodriguez
Œuvres principales
Comédies et plaisir en 2010 , Un petit garçon glouton, histoire pour les 4 à 6 ans enregistrée en mp3, disponible sur le site des éditions L'Interligne 2010, Pierre déménage" roman jeunesse pour les 6 à 9 ans, le 10 octobre 2012
Martine Bisson Rodriguez (née Martine Bisson) est une écrivaine canadienne née dans la Beauce au Québec.

## Biographie
Native de Saint-Georges (Québec), Martine Bisson Rodriguez s’établit à Laval dans les années 1970.
Après avoir travaillé pendant dix ans dans les centres d’accueil pour jeunes, elle oriente sa carrière vers les écoles primaires où elle a travaillé pendant vingt ans. Éducatrice spécialisée, elle est donc sensible aux divers cas d’intégration dans les classes, que ce soit des élèves souffrant de dysphasie, de dyslexie, de troubles envahissants du développement ou de mutisme sélectif.
Elle est aussi préoccupée par les situations d’intimidation et a développé du matériel pour sensibiliser les jeunes à cette problématique.  Faire de la prévention dans les écoles a longtemps été une de ses priorités. Maintenant à la retraite, elle se consacre à l'écriture.
Membre de L'AAOF, de Communication Jeunesse, du CCBC  et membre du comité d'éthique de L'AÉQJ. 
Elle a coordonné, pour l'AÉQJ, la réalisation du dernier recueil de nouvelles.

## Réalisations
Depuis une vingtaine d’années, elle monte des spectacles avec et pour les jeunes par le biais du théâtre. Toutes les pièces mises en scène sont ses créations.
Elle est membre d'une équipe qui monte des spectacles de percussion avec des jeunes; elle y crée le visuel. 
La peinture à l’aquarelle et à l’acrylique est un de ses passe-temps favoris.

### Types d’interventions
Animation d’ateliers  dans les salons du livre, dans les écoles et les bibliothèques. 

### Publications récentes
- Comédies et plaisir, théâtre jeunesse, recueil de trois pièces de style vaudeville, L’Interligne, Ottawa, 2010, 117 pages (ce livre a été, en 2010, en lice pour le prix Françoise Lepage)

- Un petit garçon glouton, histoire pour les 4 à 6 ans, mp3, disponible sur le site des éditions  L’Interligne, 2010

- Pierre déménage,  roman pour les 6 à 9 ans, L'Interligne, Ottawa, 2012, 56 pages
- Le vrai trésor dans Trésor au manoir,  recueil de nouvelles pour l'AÉQJ, Dominique et compagnie, Saint-Lambert, 2015, 144 pages.
- Des heures d'épouvante... rouge ! dans Sueurs froides au manoir, recueil de nouvelles de l'AÉQJ, Dominique et compagnie, Saint-Lambert, 144 pages.
- de l'enfermement à l'envol, rencontres littéraires sous la direction de Sylvie Frigon, criminologue, les éditions du remue-ménage et Éditions Prise de parole, 2014, 218 pages. Adulte.